# Jelšovec (powiat Łuczeniec)
Jelšovec (węg. Jelsőc) – wieś (obec) na Słowacji położona w kraju bańskobystrzyckim, w powiecie Łuczeniec. Pierwsze wzmianki o miejscowości pochodzą z roku 1573. 
Według danych z dnia 31 grudnia 2012, wieś zamieszkiwało 307 osób, w tym 143 kobiety i 164 mężczyzn.
W 2001 roku rozkład populacji względem narodowości i przynależności etnicznej wyglądał następująco:
- Słowacy – 57,2%
- Czesi – 2,33%
- Romowie – 6,23%
- Węgrzy – 34,24%

Ze względu na wyznawaną religię struktura mieszkańców kształtowała się w 2001 roku następująco:
- Katolicy rzymscy – 90,27%
- Ewangelicy – 2,33%
- Ateiści – 1,95%
- Przedstawiciele innych wyznań – 3,11%
- Nie podano – 0,78%